# Uzelia
Genre
Uzelia est un genre de collemboles de la famille des Isotomidae.

## Liste des espèces
Selon Checklist of the Collembola of the World (version du 1er septembre 2019) :
- Uzelia badakschanica Martynova, 1971
- Uzelia clavata Jordana & Ardanaz, 1981
- Uzelia dahli (Börner, 1903)
- Uzelia furcata Grinbergs, 1962
- Uzelia hansoni Mills & Richards, 1953
- Uzelia japonica Yosii, 1961
- Uzelia kondarensis Martynova, 1971
- Uzelia kuehnelti Cassagnau, 1954
- Uzelia mongolica Martynova, 1975
- Uzelia oxoniensis (Bagnall, 1914)
- Uzelia setifera Absolon, 1901
- Uzelia tadjika Martynova, 1971

## Publication originale
- Absolon, 1901 : Über Uzelia setifera, eine neue CoUembolen-Gattung aus den Höhlen des mährischen Karstes, nebst einer Übersicht der Anurophorus-Arten. Zoologischer Anzeiger, vol. 24, p. 209-216 (texte intégral).